# Schloss Fronsburg
Schloss Fronsburg liegt nördlich von Weitersfeld in Fronsburg (Bezirk Horn) im Waldviertel. Das im Privatbesitze befindliche Schloss ist unregelmäßig geformt mit zwei Höfen und einer gotischen Kapelle. Es dient als Sitz der Forstbetriebe Fronsburg und ist nicht öffentlich zugänglich.

## Geschichte
Ein Hadmar von Freundesperch, ein Ministeriale der Grafen von Hardegg, wurde 1230 erstmals auf Fronsburg erwähnt. 1281 wurden Winther von Vriuntsperch und die Brüder Leutwin und Leo von Vreuntsperch in einem Stiftungsbuch des Klosters St. Bernhard genannt. Seit 1300 erfolgten häufige Besitzerwechsel. Während der Hussitenkriege wurde Fronsburg erobert und zerstört.
1448 erhielten die Brüder Oswald und Stephan von Eyczing das Anwesen von Michael Graf Hardegg, allerdings unter der Auflage, nach dem Aussterben der Familie das Lehen wieder aufleben zu lassen.
1569 kaufte Christoph Lampl Schloss und Gut Fronsburg von Sigismund Graf zu Hardegg und erlangte Verbesserung des alten Geschlechts-Wappens mit dem Titel Lampl Edler Herr zu Fronsburg von Kaiser Rudolf II.
1739 verkaufte Franz Rainald/Reinhold Graf von Andlern die Burg, die unterdessen zum Renaissanceschloss umgebaut worden war, an die Familie Khevenhüller. Da die Burg Hardegg zu der Zeit bereits eine Ruine und das Schloss Riegersburg der Repräsentation diente, verlegten die Khevenhüller 1776 ihre Gutsverwaltung und das Landgericht hierher. Unter der Burgkapelle wurde die Familiengruft errichtet. Da dies aber dem späteren Fürsten Carl von Khevenhüller-Metsch nicht zusagte, ließ er die Burg Hardegg wieder aufbauen und unter der Burgkapelle eine weitere Familiengruft, in der er auch selbst beigesetzt ist, errichten. Durch Erbschaft wechselte Schloss Fronsburg im 20. Jahrhundert in den Besitz der aus Westfalen stammenden Freiherren von dem Bongart.

## Umgebung
Unweit von Schloss Fronsburg befindet sich das Fronsburger Bründl mit einer geschnitzten Stalingradmadonna in der Bründlkapelle.
Zu benachbarten Burgen bzw. Schlösser gehören Schloss Schrattenthal, die Ruine Neudegg bei Pulkau, Schloss Therasburg, Schloss Niederfladnitz und Schloss Riegersburg.